# Eibar Rugbi Taldea
El Eibar Rugbi Taldea és un club de rugbi de la localitat guipuscoana d'Eibar, (País Basc).
L'equip va ser fundat en 1977 i actualment compta amb una base i un projecte de desenvolupament. Compta amb diverses categories, i l'equip sènior femení, actualment és a la màxima categoria estatal, Divisió d'Honor. El sènior masculí, juga a la Divisió d'Honor B, segona categoria del rugbi espanyol. D'altra banda, el club compta amb acadèmies i escoles per a crear un planter eibarrès.

## Història

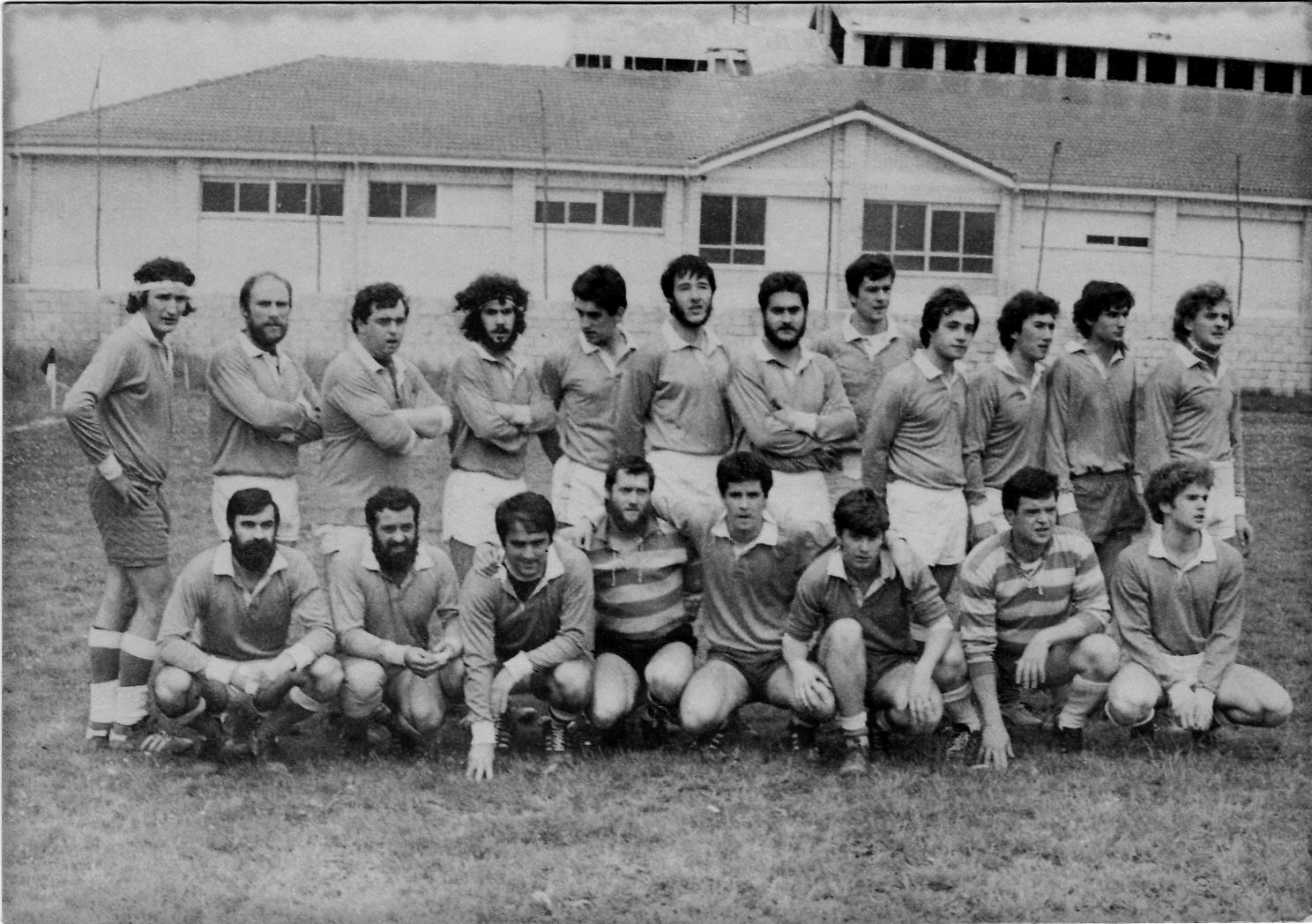
El Eibar Rugbi Taldea al Triangular de Zarauz en 1980.

El Eibar Rugbi Taldea va ser fundat en 1977, i durant tots aquests anys ha estat vinculat a la vida esportiva del municipi d'Eibar i la comarca del Baix Deva.
Des de la seva fundació, molts joves de la comarca han participat en els diferents esdeveniments esportius de la vida d'aquest club.
Des de 2002 celebra la Fira Anual de la Cervesa el mes de juny, coincidint amb la festivitat de sanjuanes, on obté bona part dels ingressos del club.

## Palmarès
- Campió de Primera Nacional la temporada 2008/2009.